# أرتورس شتالبرجس
أرتورس شتالبرجس (باللاتفية: Artūrs Štālbergs)‏ مواليد 15 أكتوبر 1984 في ليبايا، الجمهورية اللاتفية السوفيتية الاشتراكية، هو مدرب كرة سلة لاتفي ولاعب معتزل. بدأ مسيرته الاحترافية في سنة 2007. يبلغ طوله 6 قدم 5 بوصة (2.0 م). اعتزل اللعب في 2010. لعب مع ليبايا لوفاس وفي إي إف ريغا.

## روابط خارجية
- أرتورس شتالبرجس على موقع الاتحاد الدولي لكرة السلة (الإنجليزية)
- أرتورس شتالبرجس على موقع كرة السلة الأوروبية.كوم (الإنجليزية)
- أرتورس شتالبرجس على موقع كلية كرة السلة في سبورتس رفرنس.كوم (الإنجليزية)
- أرتورس شتالبرجس على موقع ريلجم (الإنجليزية)
- أرتورس شتالبرجس على موقع بروبوليرز (الإنجليزية)